# Liste der Monuments historiques in Pont-Aven
Die Liste der Monuments historiques in Pont-Aven führt die Monuments historiques in der französischen Gemeinde Pont-Aven auf.

## Liste der Bauwerke
| Bezeichnung                    | Beschreibung | Standort                        | Kennzeichnung | Schutzstatus | Datum | Bild           |
| ------------------------------ | ------------ | ------------------------------- | ------------- | ------------ | ----- | -------------- |
| Allée couverte von Moulin René |              | (Lage)                          | PA00090286    | Inscrit      | 1981  |                |
| Calvaire von Nizon             |              | Place de l’Église (Lage)        | PA00090287    | Classé       | 1942  | weitere Bilder |
| Kapelle Notre-Dame in Trémalo  |              | (Lage)                          | PA00090288    | Inscrit      | 1932  | weitere Bilder |
| Domäne Keranperchec            |              | (Lage)                          | PA00090293    | Inscrit      | 1930  |                |
| Château de Rustéphan           | Schloss      | (Lage)                          | PA00090289    | Inscrit      | 1926  | weitere Bilder |
| Allée couverte von Coat Luzuen |              | (Lage)                          | PA00090290    | Classé       | 1951  | weitere Bilder |
| Kirche St-Amet in Nizon        |              | (Lage)                          | PA00090291    | Inscrit      | 1968  | weitere Bilder |
| Manoir de Lezaven              | Herrenhaus   | 37, rue des Abbés Tanguy (Lage) | PA00135269    | Inscrit      | 1995  |                |
| Menhir von Kerangosquer        |              | (Lage)                          | PA00090292    | Classé       | 1971  | weitere Bilder |

## Liste der Objekte
- Monuments historiques (Objekte) in Pont-Aven in der Base Palissy des französischen Kultusministerium